# Brunellia
Brunellia es un género de plantas en la familia Brunelliaceae. Tiene cerca de 79 especies.

## Nombre común
- Cedrillo, crespilla.

## Descripción
Son árboles; hojas opuestas, ternadas, simples o imparipinnadas, coriáceas o subcoriáceas, márgenes aserrados o crenados; con estípulas laterales. Indumento blanco, ferrugíneo o rufo, denso o esparcido. Inflorescencia axilar, panículas cimosas; flores unisexuales, dioicas o perfectas; (4–)5(–8) sépalos valvados, unidos a la base, persistentes; apétala; estambres libres, 2 veces el número de sépalos; flores femeninas con estaminodios cortos; carpelos libres en menor o igual número que sépalos; ovario subínfero, biovulado, muy tomentoso; estilo subulado, extremo apex curvado, estigma linear, disco grueso; en flores masculinas carpelos rudimentarios. Fruto polifolicular, folículos ovoides o elipsoides, tomentosos; semillas abrillantadas.
El género Brunellia consta de 79 especies en las regiones montañosas del sur de México a Bolivia. En Ecuador hay 10 especies; todas excepto una, se encuentran en los bosques andinos.

## Especies
- Brunellia acostae Cuatrec.
- Brunellia almaguerensis Cuatrec.
- Brunellia antioquensis (Cuatrec.) Cuatrec.
- Brunellia boqueronensis Cuatrec.
- Brunellia cayambensis Cuatrec.
- Brunellia comocladifolia Bonpl
- Brunellia darienensis Cuatrec. & Porter
- Brunellia ecuadoriensis Cuatrec.
- Brunellia farallonensis Cuatrec.
- Brunellia inermis Ruiz & Pav., denominada en Cuba y Puerto Rico agracejo[1]
- Brunellia macrophylla, Killip & Cuatrec.
- Brunellia morii Cuatrec.
- Brunellia occidentalis Cuatrec.
- Brunellia ovalifolia Bonpl.
- Brunellia pauciflora Cuatrec. & C.I.Orozco
- Brunellia penderiscana Cuatrec.
- Brunellia racemifera Tulasne
- Brunellia rufa Killip & Cuatrec.
- Brunellia subsessilis Killip & Cuatrec.
- Brunellia zamorensis Steyerm.